# San Antonio Aguas Calientes
San Antonio Aguas Calientes – miasto w południowej części Gwatemali, w departamencie Sacatepéquez. Według danych szacunkowych z 2012 roku liczba mieszkańców wynosiła 9541 osób. 
San Antonio Aguas Calientes leży w odległości około 10 km na południowy zachód od stolicy departamentu – miasta Antigua Guatemala. Miasto zostało założone w XVII wieku przez franciszkanów.
San Antonio Aguas Calientes leży na wysokości 1530 m n.p.m., pomiędzy dwoma potężnymi wulkanami; aktywnym Acatenango oraz uśpionym obecnie Volcán de Agua. Jest to ponadto rejon bardzo aktywny sejsmicznie. Niedaleko przebiega przechodzący w poprzek Gwatemali uskok Motagua, oddzielający płytę karaibską od płyty północnoamerykańskiej. Takie położenie sprawia, że trzęsienia ziemi o sile ponad 4 stopni w skali Richtera zdarzają się w każdym miesiącu.

## Gmina San Antonio Aguas Calientes
Miasto jest siedzibą władz gminy o tej samej nazwie, która jest jedną z szesnastu gmin w departamencie. W 2012 roku gmina liczyła 10 214 mieszkańców.
Gmina jak na warunki Gwatemali jest bardzo mała, a jej powierzchnia obejmuje zaledwie 17 km². Mieszkańcy gminy utrzymują się głównie z rolnictwa oraz tkactwa tradycyjnych strojów regionalnych.